# Matigachha
Matigachha – gaun wikas samiti we wschodniej części Nepalu w strefie Kośi w dystrykcie Morang. Według nepalskiego spisu powszechnego z 2001 roku liczył on 2035 gospodarstw domowych i 11276 mieszkańców (5517 kobiet i 5759 mężczyzn).